# Moord op Emmett Till

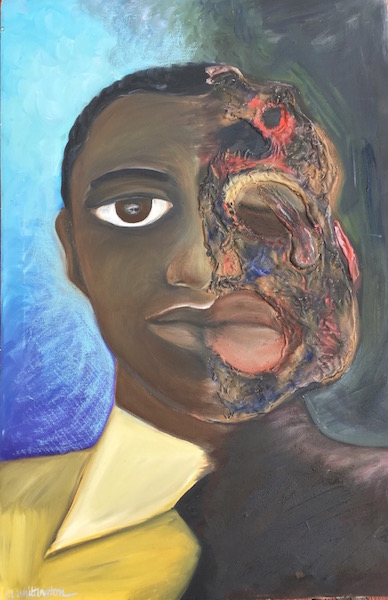
Emmett Till, How She Sent Him and How She Got Him Back
(2012), Lisa Whittington, Mississippi Civil Rights Museum (Jackson)

De moord op Emmett Till op 28 augustus 1955 in het plaatsje Money, Mississippi was een brute lynchpartij die een katalysator vormde voor de prille burgerrechtenbeweging in de Verenigde Staten.

## Slachtoffer
Emmett Louis (Bobo) Till (25 juli 1941) was de zoon van Mamie Carthan Till en Louis Till. Mamie werd geboren in het stadje Money. Haar ouders waren John en Alma Carthan. Toen ze twee jaar oud was verhuisde ze, samen met haar ouders en familie, naar Illinois. In 1942 scheidden Mamie en Louis. Een jaar later werd Louis opgeroepen voor het Amerikaans leger. Hij werd in de Tweede Wereldoorlog geëxecuteerd voor verkrachting van en moord op drie Italiaanse vrouwen.
In 1955, toen Till veertien was, verbleef hij in de zomer bij zijn oudoom, Moses Wright, die in Money woonde. Voor hij vertrok maande Mamie Till nog op zijn manieren te letten en dan zeker tegenover blanken. Ze vroeg haar zoon expliciet op te passen voor de blanken in Mississippi: Als je moet knielen en een buiging maken wanneer er een blanke passeert, doe het dan maar.
De rassenkwestie lag in Mississippi veel gevoeliger dan in Chicago. Sinds 1882 waren er vijfhonderd zwarten in Mississippi gelyncht. Racistische moorden waren er dus geen uitzondering, zeker niet in de Delta, waar Till heen ging. De spanningen tussen blanken en zwarten waren op dat moment in de Verenigde Staten op een hoogtepunt, na de overwinning van Brown (Brown v. Board of Education) een jaar eerder. Dit proces maakte een einde aan de rassenscheiding in scholen.
Till kwam aan op 21 augustus. Drie dagen later, op 24 augustus, ging hij met enkele andere jongeren naar Bryant's Grocery and Meat Market. De andere jongeren waren kinderen van pachters en hadden de hele dag katoen geplukt. De winkel was het eigendom van Roy en Carolyn Bryant en had zijn grootste cliënteel onder de plaatselijke pachtersbevolking. Carolyn Bryant bevond zich op die dag in die winkel. Zij beweerde dat Till met haar geflirt zou hebben en haar betast had.
Geruchten rondom het voorval deden de dagen die volgden in Tallahatchie County de ronde. Daarop besloten Roy Bryant en zijn halfbroer J.W. Milam de jongen een lesje te leren.
Naar alle waarschijnlijkheid is er niets gebeurd tussen Till en Bryant toen de jongens in de kruidenierszaak waren. Achteraf beweerde Bryant dat Till zijn armen rond haar middel had geslagen om een afspraakje te versieren. Ze zei dat de jongeman onverstaanbare woorden had uitgesproken. Till stotterde licht en sommigen beweren dan ook dat Bryant zijn woorden verkeerd begrepen had. In een krant stond te lezen dat de andere jongeren, allemaal niet ouder dan zestien, Till dwongen na het voorval de winkel te verlaten omdat hij te rumoerig was. Wat daarvan waar is, blijft in het ongewisse, maar vele jaren later zou Carolyn Bryant toegeven dat ze het verhaal verzonnen had.
In zijn boek The Blood of Emmett Till (Simon & Schuster 2017) vertelt Timothy Tyson dat Carolyn Bryant hem in 2007 (op 72-jarige leeftijd) bekende dat zij het meest opmerkelijke deel van haar getuigenis had verzonnen. Ze vertelde Tyson dat het niet waar was dat Till avances zou hebben gemaakt in woord of gebaar. Wat er verder die dag gebeurde kon ze zich niet herinneren.

## De lynchpartij
Op 28 augustus omstreeks 2 uur 's nachts ontvoerden Roy en zijn halfbroer de jongen die toen bij zijn oom was. Ze brachten hem naar een oude schuur in het nabij gelegen Sunflower County. Daar sloegen en mishandelden ze hem letterlijk aan flarden tot hij bijna onherkenbaar was. Ze staken hem een oog uit en schoten hem neer met een revolver. Vervolgens bonden ze een ventilator rond zijn nek met prikkeldraad om hem zwaarder te maken. Daarna gooiden ze hem in de Tallahatchie-rivier dicht bij Glendora. Een getuige hoorde Till nog urenlang schreeuwen totdat de mannen besloten een einde te maken aan zijn leven.
De broers werden snel onder verdenking gesteld voor de verdwijning van de jongen. Het was duidelijk dat er nog anderen aan de lynchpartij hadden deelgenomen. De broers werden gearresteerd op 29 augustus nadat ze de nacht hadden doorgebracht bij kennissen in Ruleville, dat slechts een paar kilometer verwijderd was van de plaats van de moord.
Aanvankelijk bekenden de mannen dat ze de jongen hadden ontvoerd, maar ze beweerden dat ze hem daarna weer hadden vrijgelaten. Het nieuws over de verdwijning verspreidde zich snel over heel de Verenigde Staten, zodat Medgar Evers en Amzie Moore, kopstukken van de NAACP, zich met de zaak inlieten. Evers was plaatselijk staatsambtenaar en Moore het hoofd van het kapittel van Bolivar County. Vermomd als katoenplukkers gingen ze in de velden op zoek naar nieuws dat hen kon helpen de jongen terug te vinden.
Bij hun onderzoek kwam nog meer aan het licht. Amzie Moore, die al sinds de Tweede Wereldoorlog burgerrechtenactivist was in de Delta, had van verscheidene arbeiders verhalen verzameld. Daaruit bleek dat gedurende jaren meer dan 2000 gezinnen vermoord of gelyncht waren. De moordenaars lieten de lichamen verdwijnen door ze in de moerassen te werpen. Officiële cijfers spraken van 500 doden.
Zolang zijn lichaam niet werd gevonden was het niet zeker dat Till dood was. Sommigen beweerden dan ook dat kennissen hem verborgen hielden of dat hij was teruggestuurd naar Chicago uit vrees voor zijn veiligheid. Getuigen hadden echter al verklaard dat Bryant Emmett Till had herkend als diegene die door haar man was ontvoerd.
Bryant en Milam hadden dus bekend dat ze Till hadden ontvoerd, maar beweerden dat ze er achter waren gekomen dat het niet Till was die zijn vrouw had lastiggevallen. Ze zwoeren tegen sheriff George Smith dat ze de jongen weer hadden vrijgelaten. Na het proces zouden ze deze verklaring herroepen en hun misdaad bekennen.
Nadat zijn lichaam gevonden was probeerde een mortuariumassistent een hele nacht het lichaam zo toonbaar mogelijk te maken, zodat Mamie het kon meenemen naar Chicago. De begrafenisondernemer uit Chicago had een overeenkomst getekend dat hij de dichtgespijkerde kist niet meer open zou maken. Toen Mamie vroeg de kist te openen weigerde hij. Daarop besloot Mamie zelf de spijkers te verwijderen. Ze vond het belangrijk dat de mensen op de begrafenis het verminkte lichaam zouden kunnen zien. Foto's van het verminkte lichaam gingen daarna door het hele land. Ze werden ook gepubliceerd, onder andere in het tijdschrift Jet, waardoor ze de publieke opinie fel beroerden. Volgens sommigen kwamen meer dan 50.000 mensen het lichaam bekijken. De kist met glazen afdekplaat maakt onderdeel uit van de permanente tentoonstelling in het National Museum of African American History and Culture op de National Mall in Washington D.C.
Emmett Till werd begraven op 6 september op Burr Oak Cemetery in Alsip (Illinois). Op die dag werden Bryant en Milam in Mississippi aangeklaagd.

## Het proces
Toen Mamie Bradley naar Mississippi kwam om te getuigen op het proces verbleef ze in het huis van dr. Theodore Roosevelt Mason Howard in de hoofdzakelijk door zwarte mensen bewoonde stad Mound Bayou. Cloyte Murdock uit Ebony en Charles Diggs uit Michigan verbleven op dat moment ook in Howards huis. Cloyte Murdock was een zwarte journalist en getuige en Charles Diggs was een Republikein. Howard was een belangrijke figuur in de burgerrechtenbeweging als afgevaardigde in Mississippi, hoofd van de Regional Council of Negro Leadership (RCNL) en een van de rijkste zwarten in de streek.
Een dag voor het proces kwam Frank Young, een zwarte arbeider, naar Howards huis. Hij beweerde over bewijzen te beschikken dat Milam en Bryant hulp hadden gekregen tijdens de moord. Youngs verklaring zorgde voor een onderzoek met een nooit eerder vertoonde samenwerking tussen de plaatselijke ordehandhavers, de NAACP, zwarte journalisten van de RCNL en plaatselijke reporters.
Het proces begon op 19 september. Moses Wright, oudoom van Till, was een van de hoofdgetuigen. Tijdens zijn getuigenis wees hij in de richting van een van de verdachten en riep: "Daar is hij", waarmee hij de man aanduidde die zijn neef had vermoord.
Een andere belangrijke getuige was Willie Reed, een achttien jaar oude middelbare scholier die op een plantage in Sunflower County woonde. Het gerecht was hem op het spoor gekomen dankzij het onderzoek dat was gevoerd naar de informatie die Young hun verschaft had. Reed verklaarde dat hij een pick-up had gezien buiten de schuur. Aan het stuur had Leslie Milam, een broer van J.W. en Roy Bryant, gezeten. Verder zei hij nog dat in totaal vier blanken in de cabine zaten, terwijl er in de laadbak drie zwarten zaten. Een van hem was Emmett Till. De andere zwarten kon hij niet identificeren. Nadat de truck de schuur was binnengereden hoorde hij kreten van een mens die geslagen werd.
Vier dagen later, op 23 september, sprak een jury die uit twaalf blanke mannen bestond, de beklaagden vrij. De bespreking had slechts zevenenzestig minuten geduurd. Achteraf vertelde een jurylid dat ze een drankpauze hadden ingelast om ervoor te zorgen dat hun bespreking toch langer dan een uur duurde. De snelle vrijspraak zorgde voor verontwaardiging over heel de wereld en stimuleerde overal de ontluikende burgerrechtenbeweging.

## Nasleep van het proces
In het tijdschrift Look verscheen in 1956 een artikel waarin J.W. Milam tegen betaling toegaf dat hij en zijn broer Till hadden vermoord. Ze durfden deze bekentenissen nu te doen omdat ze niet twee keer konden worden vervolgd voor dezelfde misdaad. Milam voegde daaraan toe dat hun oorspronkelijke bedoeling was Till bang te maken om hem manieren bij te brengen. Hiervoor wilden ze hem slaan met een revolver en ermee dreigen hem van een rots te werpen. Milam verklaarde dat wat ze ook deden met Till, hij nooit een teken van angst had gegeven, en nooit had geloofd dat de mannen hem echt zouden doden. Hij zou geen berouw getoond hebben over zijn gedrag tegenover Bryant en gedroeg zich brutaal en uitdagend. Daardoor voelden de broers zich gedwongen om met Till een voorbeeld te stellen. Een jaar later werd er in Look nog even teruggeblikt op het artikel. Milam en Bryant werden door de gemeenschap gemeden en ze hadden hun winkels moeten sluiten wegens een gebrek aan klanten.
Milam stierf in 1980 en Bryant in 1990, allebei aan kanker. Emmetts moeder overleefde hen beiden, ze werd 81 en stierf op 6 januari 2003. In dat jaar werd ook haar autobiografie, Death of innocence: The story of the hate crime that changed America, uitgegeven.
Door de nationale media-aandacht rond de dood van de 14-jarige jongen, het proces en de vrijspraak van de moordenaars speelde deze lynchpartij een sleutelrol in het jaar dat de burgerrechtenbeweging echt op dreef kwam. Het effect dat deze moord zou hebben had niemand kunnen voorspellen.

## Later onderzoek
David T. Beito, professor aan de Universiteit van Alabama, en Linda Royster Beito, hoofd van het departement sociale wetenschappen aan het Stillman College, waren in 2001 de eerste onderzoekers die voor het eerst in decennia twee hoofdfiguren in deze zaak opzochten en interviewden: Henry Lee Loggins en Willie Reed. Ze deden op dat moment onderzoek voor hun biografie van Theodore Roosevelt Mason Howard. In dit interview ontkende Loggins dat hij van de misdaad op de hoogte was en dat hij een van de drie zwarten was die op de truck buiten de schuur stonden. Reed herhaalde zijn getuigenis van het proces. Hij beweerde dat hij drie zwarten en vier blanke mannen (onder wie J.W. Milam) op de truck had gezien. Toen hem gevraagd werd de zwarten te identificeren noemde hij Loggins niet. De onderzoekers bevestigden ook dat Levi 'Too-Tight' Collins, een andere zwarte die vermoedelijk op de truck stond, overleden was in 1991.
In 1966 begon Keith Beauchamp met een onderzoek naar de omstandigheden van Tills dood voor een film die hij wilde maken. Hij kwam tot de ontdekking dat niet minder dan 14 personen medeplichtig waren. Terwijl hij mensen ging interviewen sprak hij met ooggetuigen die nog nooit publiekelijk hadden gesproken. Het resultaat was dat hij in plaats van een film besloot een documentaire te maken. De komende negen jaar zou hij zich toeleggen op "The Untold Story of Emmett Louis Till". Deze documentaire zou bij de NAACP en anderen opnieuw tot de vraag leiden om het onderzoek te heropenen.
Op 10 mei 2004 kondigde het United States Department of Justice aan dat het onderzoek opnieuw geopend werd om uit te zoeken of er iemand anders dan Milam en Bryant medeplichtig was. Ook al kunnen dezen niet meer vervolgd worden door de federale wet doordat hun zaak de wettelijk vastgelegde verjaringstermijn had overschreden, ze kunnen nog altijd vervolgd worden door de staatsrechtbank. De FBI en onderzoekers in Mississippi werkten eensgezind samen. Omdat er nog geen autopsie was uitgevoerd op het lichaam van Till werd besloten hem op te graven op de begraafplaats in Chicago waar hij sinds 31 mei 2005 begraven lag, waarna een autopsie plaatsvond. Zijn lichaam werd opnieuw begraven op 4 juni.
Op 26 augustus 2005 verklaarde de Jackson Clarion-Ledger in Mississippi dat het ontbonden lichaam definitief geïdentificeerd was als dat van Emmett Till.
Voorstanders voor de heropening van de zaak zijn onder anderen Carolyn Donham, ex-vrouw van Roy Bryant, en Henry Lee Loggins, een voormalige plantagearbeider die in een rusthuis in Ohio woont. In maart 2006 werd het federaal onderzoek gesloten, hoewel een onderzoek op het niveau van de staat wel nog tot de mogelijkheden behoort.
Tijdens een onderzoek werd er in 2022 een arrestatiebevel uit 1955 gevonden voor Carolyn Bryant. Dit bevel heeft nooit navolging gekregen.
Carolyn Donham overleed in april 2023 op 88-jarige leeftijd.

## Emmett Till Antilynching Act
Eind maart 2022 ondertekende president Joe Biden de Emmett Till Antilynching Act, een wet die stelt dat lynchen in het strafrecht als een misdrijf wordt aanzien. Daders van een lynchpartij kunnen tot 30 jaar cel krijgen. Het eerste wetsvoorstel om lynchen als haatmisdrijf te bestempelen dateerde uit 1900, toen geïntroduceerd door George Henry White, het enige zwarte congreslid op dat moment. Na 200 pogingen werd de wet na 122 jaar goedgekeurd.

## Trivia
- Een aantal artiesten liet zich inspireren door deze gebeurtenis, zoals onder anderen Toni Morrison (Nobelprijs-laureaat) die er een toneelstuk over schreef, Langston Hughus en Audre Lorde, die er gedichten over schreven en Bob Dylan, die het thema verwerkte in zijn lied "The Death of Emmett Till". Ook het toneelstuk van James Baldwin "Blues for Mister Charlie" heeft raakvlakken met de gebeurtenis.
- Bebe Moore Campbell schreef in 1992 het boek Your Blues Ain't like Mine, dat net zoals Wolf Whistle van Lewis Nordan in 1993 een fictieve roman is die zich baseert op deze lynchpartij in de jaren 50.
- In 2003 gebruikte Kanye West het beeld van de verminkte Till in zijn rap-lied "Through the Wire" dat hij vergeleek met zijn eigen voorkomen na een auto-ongeluk waarbij hij bijna het leven liet.
- In 2005 droeg David Banner in de clip van zijn rap-lied "Cadillacs on 22s" een zwart T-shirt met de woorden "R.I.P. Emmett Till".
- In 2005 ging het toneelstuk "The State of Mississippi and the Face of Emmett Till" in première op de Dillard University in New Orleans. Het stuk is geschreven door David Barr en werd in oktober opnieuw opgevoerd (nu als "The Face of Emmett Till") met andere acteurs aan de Coppin State University.
- In augustus 2005 werd een stuk van 38 mijl van de U.S. Highway 49 van Tutwiler naar Greenwood (Mississippi) herdoopt ter nagedachtenis van Till.
- In februari 2006 werd de basisschool in Chicago waar Till schoolging herdoopt te zijner nagedachtenis.
- In de uitleiding van de muziekvideo "Look At Me!" uit 2017 vermeldt rapper XXXTentacion de zaak van Emmett Till.